# Ian McDonald
Ian McDonald (Manchester, 1960.) nagrađivani je britanski ZF pisac koji živi u Belfastu. Teme o kojima piše uključuju nanotehnologiju, post-cyberpunk te utjecaj brzih tehnoloških i društvenih promjena na nezapadnjačka društva, što baš i nije čest motiv u anglosaksonskoj žanrovskoj literaturi. Tako se, primjerice, u romanu River of Gods bavi Indijom, Brasyl je, očito, smješten u Brazilu, Chaga se odvija u Africi, a The Dervish House, koji treba izaći na ljeto ove godine, u Turskoj.
McDonald se okušao i u space operi: njegova novela Verthandi’s Ring uključena je 2007. godine u antologiju The New Space Opera, koju su uredili Gardner Dozois i Jonathan Strahan.

## Životopis
Za ZF se počeo interesirati još kao dječak. Počeo je pisati s 9 godina, svoju prvu priču je prodao lokalnom časopisu u Belfastu kad mu je bilo 22, a od 1987. se bavi isključivo pisanjem. Svoj prvi roman Desolation Road objavio je već sljedeće godine, postigavši veliki uspjeh.
Svoje zanimanje za zemlje trećeg svijeta i marginalne likove kojima se bavi, objašnjava svojim porijeklom: rodio se u Manchesteru, majka mu je Irkinja, a otac Škot, a skoro cijeli je život živio u Belfastu.
Oduvijek se smatrao autsajderom i zato često piše o autsajderima: bilo u doslovnom smislu (kad piše o vanzemaljcima) ili kad piše o multikulturalnim likovima. Iz istog razloga uglavnom piše iz ženske perspektive jer, kako kaže, “u pretežno muško orijentiranom društvu, žena uvijek mora prijeći duži put s više izazova i prepreka”.

## Nagrade i priznanja
McDonald je osvojio brojne nagrade: dobitnik je 1 Huga, 1 nagrade Theodore Sturgeon, 1 nagrade Philip K. Dick, 1 nagrade Locus, 4 nagrade BSFA-e (Britanskog ZF društva), 1 nagrade Imaginaire te 2 nagrade Kurd Laáwitz.
- Desolation Road, nagrada Locus za roman prvijenac, 1989.
- King of Morning, Queen of Day, nagrada Philip K. Dick za najbolju zbirku priča, 1992;  francuska žanrovska nagrada Grand Prix de l’Imaginaire, 2010.
- Innocent, nagrada BSFA-e za najbolju priču, 1993.
- Scissors Cut Paper Wrap Stone, njemačka žanrovska nagrada Kurd Lasswitz za strani roman, 1995.
- Sacrifice of Fools, njemačka žanrovska nagrada Kurd Lasswitz za strani roman, 1999.
- Tendeléo’s Story, Memorijalna nagrada Theodore Sturgeon za najbolju novelu, 2001.
- River of Gods, nagrada BSFA-e za najbolji roman, 2005.
- The Djinn’s Wife, nagrada BSFA-e za najbolju priču i nagrada Hugo za najbolju priču, 2007.
- Brasyl, nagrada BSFA-e za najbolji roman, 2008.

Ove godine nominiran je za Huga za novelu Vishnu at the Cat Circus, a zbirka Cyberabad Days zaslužila je posebno spominjanje tijekom ovogodišnje dodjele nagrade Philip K. Dick. Ujedno je ilustracija Stephana Martinierea za reizdanje romana Desolation Road ove godine osvojila nagradu BSFA-e.

## Vanjske poveznice
- McDonaldov blog

 Napomena: Ovaj tekst ili jedan njegov dio preuzet je s internetskih stranica SFere ili SFeraKona. Vidi dopusnicu za Wikipediju na hrvatskome jeziku.